# Aenasius martinii
Aenasius martinii är en stekelart som först beskrevs av Compere 1931.  Aenasius martinii ingår i släktet Aenasius och familjen sköldlussteklar. Inga underarter finns listade i Catalogue of Life.